# Operace Glucinium

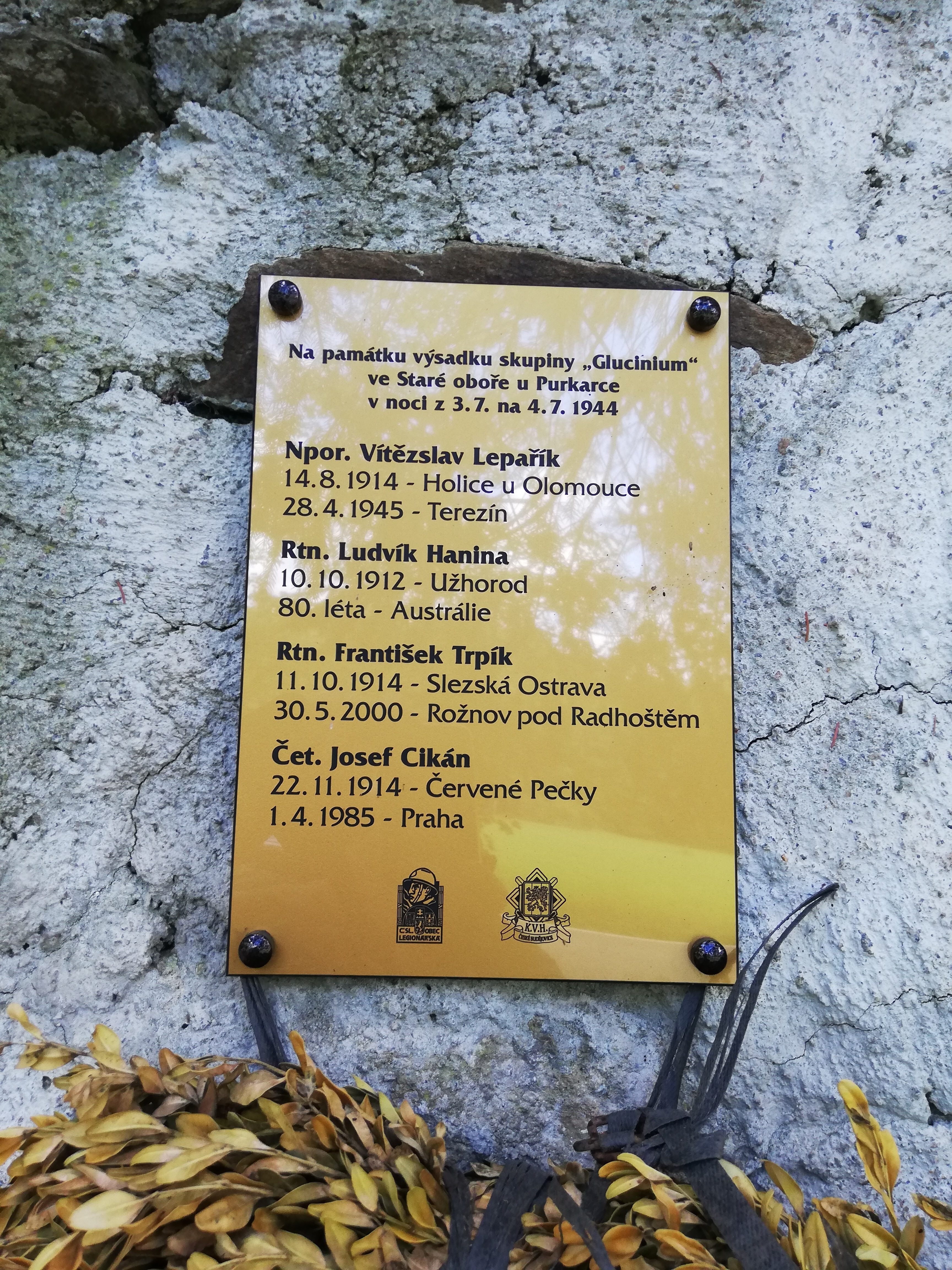
Pamětní deska u Staré obory

Operace Glucinium byl krycí název pro paradesantní výsadek vyslaný během II. světové války z Anglie na území Protektorátu Čechy a Morava. Byl organizován zpravodajským odborem exilového Ministerstva národní obrany a řazen byl do třetí vlny výsadků.

## Složení a úkoly
Desant tvořili npor. Vítězslav Lepařík, rtn. Ludvík Hanina, radista rtn. František Trpík a čet. Josef Cikán. Úkolem výsadku byl sběr zpravodajských informací, jejich předávání do Londýna prostřednictvím radiostanice s krycím názvem Marie. Další činností bylo plnění sabotážních úkolů na Táborsku a v prostoru jižních Čech.

Členové výsadku Glucinium
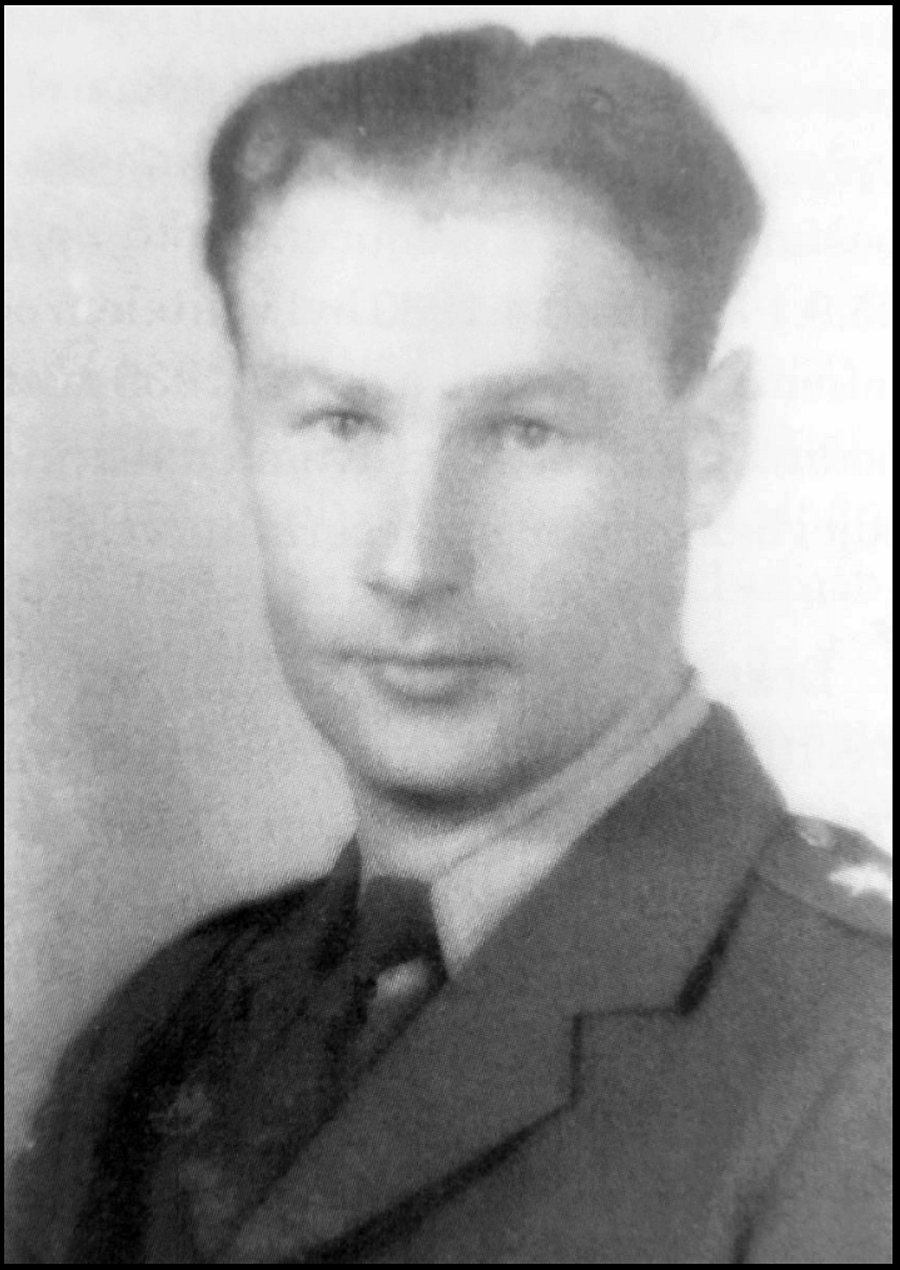
Nadporučík Vítězslav Lepařík
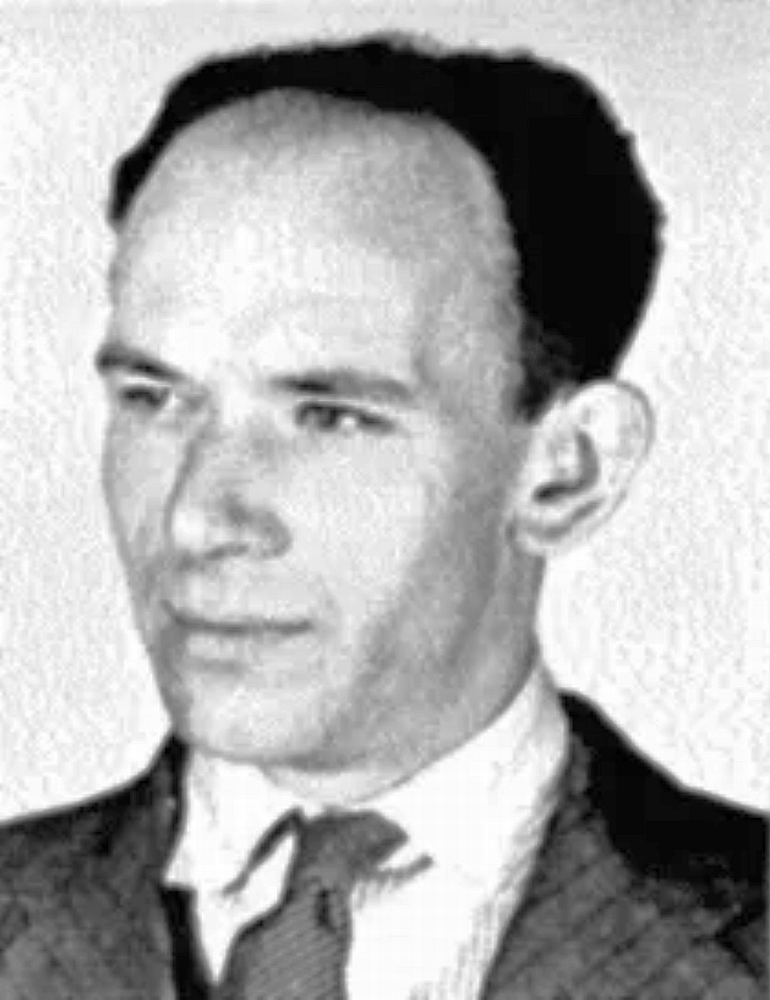
Rotný Ludvík Hanina
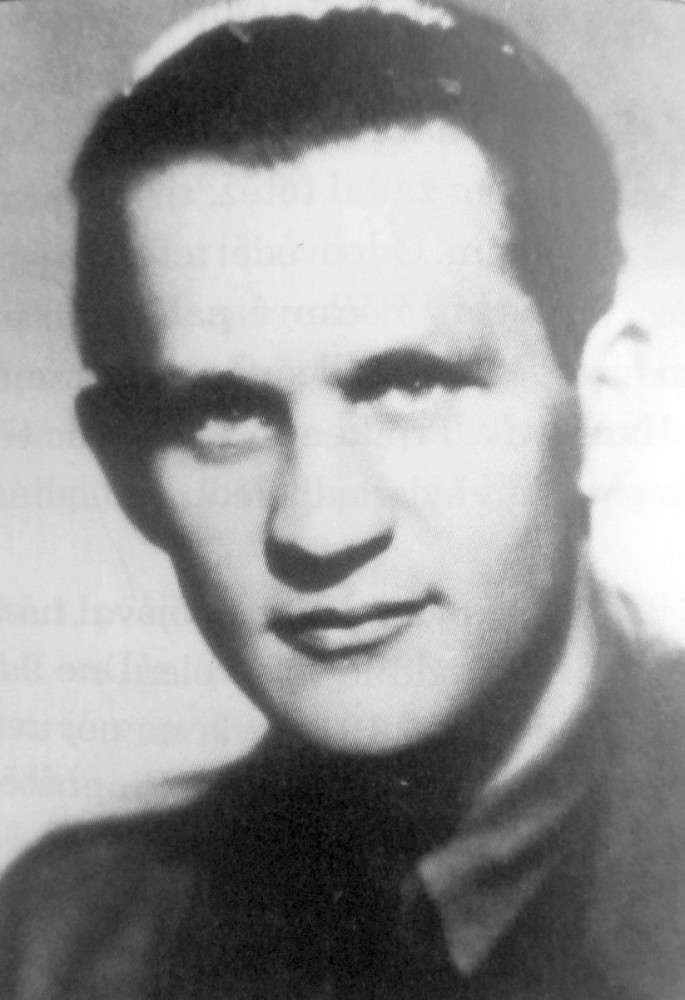
Radista rotný František Trpík
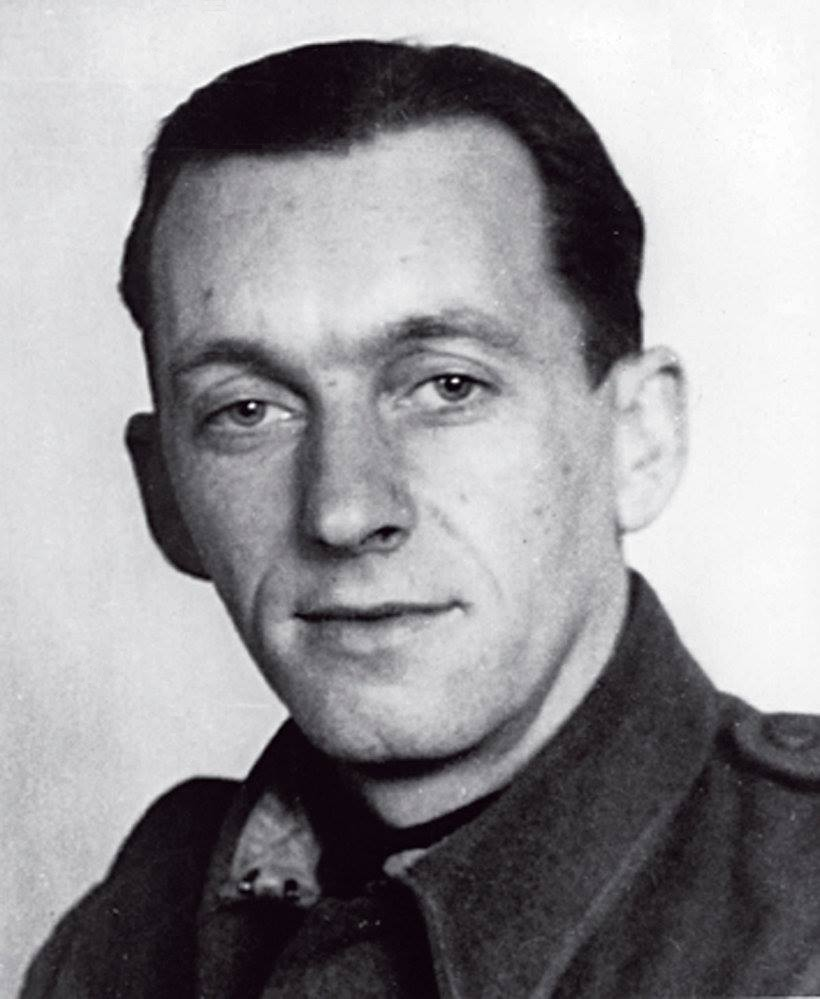
Četař Josef Cikán

## Činnost
Desant byl vysazen v noci z 2. na 3. července 1944 u obce Purkarec u Českých Budějovic místo u Tábora. Při dopadu došlo k zachycení padáků s materiálem v korunách vysokých stromů hlubocké Staré obory. Tím došlo i ke ztrátě dvou vysílaček. Při následném přesunu se ztratil Lepařík. Ten se pokoušel uchytit na kontaktních adresách, ale byl odmítán. Při pokusu dostat se na Slovensko se na Olomoucku kontaktoval s odbojovou skupinou a přes ni na další síť, která byla ale tzv. volavčí sítí (odbojovou organizací vytvořenou gestapem a konfidenty). Jedním z nich, bývalým výsadkářem Adolfem Horákem byl přemluven ke spolupráci s gestapem proti partyzánským skupinám Brigáda Mistra Jana Husa a Předvoj a proti desantu Barium. Lepařík přijal, ale pokoušel se z této spolupráce vyklouznout; byl vyslán, aby nalezl příslušníky Baria, sešel se s npor. J. Šanderou, kterému prozradil nejen to, že sám pracuje pod kontrolou gestapa, ale i jména dalších zatčených parašutistů. Vše se nakonec prozradilo poté, co Londýn požadoval další podrobnosti a tato depeše byla německými šifranty přečtena. Lepařík byl donucen prozradit úkryt Šandery a Žižky. Poté byl uvězněn v Terezíně a 28. dubna 1945 zastřelen.
Koncem srpna 1944 byl za pomoc tomuto výsadku zatčen purkarecký hajný Josef Rybák (1889–1944), dále jeho manželka Terezie (1888–1945) a lesní dělník Vojtěch Ambrož (1906–1945); všichni tři v koncentračních táborech zahynuli.
Ostatní parašutisté byli 5. srpna 1944 pozatýkáni četníky na Moravě a uvězněni v pražském vězení na Jenerálce. Tam se dočkali konce války.

## Pamětní desky a pomníky
- Na bývalé hájovně (Chlumec čp. 26) je deska s nápisem NA PAMĚŤ OBĚTÍ NACISMU NADHAJNÉHO JOSEFA RYBÁKA *19. 2. 1889 †16. 10. 1944 V TEREZÍNĚ A JEHO CHOTI TEREZIE *27. 1. 1888 †22. 1. 1945 V RAVENSBRÜCKU, BYLA TATO HÁJOVNA POJMENOVÁNA „U RYBÁKA“[3]
- V blízkosti hájovny (Chlumec čp. 26), poblíž silnice III/12221, je umístěna pamětní deska (viz obrázek).
- Památka Josefa Rybáka, Terezie Rybákové a Václava Ambrože je připomenuta na pomníku Obětem 1. a 2. světové války v Purkarci.[4]
- Ve Staré oboře v místě seskoku paraskupiny Glucinium je pomník s nápisem „Na tomto místě byl nalezen 8. 7. 1944 padák, s nímž seskočil československý parašutista. Za poskytnutou pomoc jemu a dvěma dalším byli v letech 1944–1945 nacisty umučeni nadhajný Josef Rybák s chotí Terezií a lesní dělník Vojtěch Ambrož z Purkarce.“[3]